# Echinella
Echinella är ett släkte av tvåvingar. Echinella ingår i familjen gallmyggor.
Kladogram enligt Catalogue of Life:
| Echinella | \| \| Echinella albiventris \| \| \| \| \| \| Echinella polypori \| \| \| \| |
|           | \| \| Echinella albiventris \| \| \| \| \| \| Echinella polypori \| \| \| \| |
|           | Echinella albiventris                                                        |
|           |                                                                              |
|           | Echinella polypori                                                           |
|           |                                                                              |